# Castell de Bellver
Castell de Bellver är ett slott i Spanien.   Det ligger i regionen Balearerna, i den östra delen av landet, 500 km öster om huvudstaden Madrid. Castell de Bellver ligger 115 meter över havet. Det ligger på ön Mallorca.
Terrängen runt Castell de Bellver är platt österut, men åt nordväst är den kuperad. Havet är nära Castell de Bellver söderut. Runt Castell de Bellver är det mycket tätbefolkat, med 1 632 invånare per kvadratkilometer. Närmaste större samhälle är Palma de Mallorca, 2,7 km öster om Castell de Bellver. Runt Castell de Bellver är det i huvudsak tätbebyggt.